# Finanční analýza
Finanční analýza (ve starší literatuře a nyní výjimečně též bilanční analýza) je specifická část analýzy zdrojů, což v praxi znamená, že se jedná o analýzu činností, v nichž primární úlohu hrají finance či peníze a čas. Cílem takovéto analýzy je odhalit silné a slabé stránky firmy, zjistit její výkonnost  a získané informace vyhodnotit tak, aby se z provedené finanční analýzy stal jeden z nástrojů sloužící k řízení podniku.
Z hlediska provedení lze finanční analýzu rozdělit na interní a externí, z hlediska zaměření pak na statickou, dynamickou a poměrovou finanční analýzu.
Makroekonomicky finanční analýza vyhodnocuje situaci států, regionu či celého odvětví průmyslu, což by měl být velmi důležitý ukazatel nejen pro politiky, ale i velké investory či managery velkých firem.

## Historie
Historicky lze říci, že finanční analýza vznikla brzy po vzniku peněz, neboť bylo třeba provádět rozvahy o tom jak s nimi hospodařit. Tyto rozvahy však byly prováděny bez hlubšího poznání a lze říci i nahodile. Moderní chápání finanční analýzy vzniklo v USA, ke konci 19. století, ovšem i zde se jednalo o chápání na úrovni zobrazování rozdílů v absolutních účetních ukazatelích, přičemž z nich byly uvažovány téměř výhradně peníze. Po první světové válce začaly být v rámci finanční analýzy sledovány účetní výkazy za účelem hodnocení schopnosti splácet úvěr zejména velkých firem. Systematický rozvoj finanční analýzy a jejích nástrojů začal v průběhu Velké hospodářské krize, kdy začala být důležitá problematika likvidity, která se tak stala součástí analytických úvah, vyvrcholení krize pak přineslo uvažování o přežití firmy. Další rozvoj finanční analýzy následoval po druhé světové válce, kdy začala být zohledňována i výkonnost firem. K výraznému posunu možností tohoto druhu řízení firem došlo díky rozvoji počítačů.
V česky mluvících zemích se problematikou finanční analýzy jako první zabýval Josef Pazourek, který v roce 1906 vydal knihu Bilance akciových společností, která byla na tehdejší dobu poměrně moderní, ačkoli ve Spojených státech bylo v danou dobu poznání již dále. Zajímavostí je, že česká literatura původně užívala termín přejatý z němčiny bilanční analýza (Bilanzanalyse či Bilanzkritik), teprve po roce 1989 se prosadil angloamerický termín finanční analýza (anglicky Financial Analysis).

## Rozdělení
Finanční analýzu lze rozdělit do dvou základních skupin na externí a interní, přičemž externí finanční analýza je taková finanční analýza, která je dělána pouze na základě veřejně známých informací. Základními informacemi tak jsou zveřejňované účetní a finanční informace. Za příklad takovýchto informací lze považovat zejména údaje z finančních trhů, dále pak relevantní prognózy hospodářského vývoje a prognózy vývoje daného oboru. Druhou skupinou kalkulovaných údajů jsou očekávané změny, a to zejména měnových kurzů a vstupních produktů, které lze vysledovat pomocí makroekonomických prognóz či burza. Tento typ analýzy může být prováděn bez vědomí firmy, výsledky mohou být bez jejího vědomí také zveřejněny. Externí analýza je dělána pro potřeby bank, investorů, strategických partnerů či významných obchodních partnerů, může být prováděna i na žádost samotné firmy, aby získala představu, jakým způsobem působí na své partnery. Tento typ analýzy je ale zajímavý i pro makléře či konkurenci. U analýzy je důležité si uvědomovat, že se pracuje s ne zcela přesnými daty a její význam by neměl být přeceňován.
Interní finanční analýza je naopak dělána zevnitř firmy a analytikům jsou tak k dispozici veškeré účetní i jiné dokumenty, zejména pak finanční plán a veškeré statistické údaje. Do jejích závěrů se tak promítne prakticky celý chod firmy, včetně takových oblastí jako je např. hodnocení investičních příležitostí. Závěry takové analýzy jsou určeny managementu firmy a jsou zapracovávány do řízení firmy.

## Metody provádění finanční analýzy
Obecně lze konstatovat, že primárním cílem finanční analýzy je udělat rozbor finanční situace firmy, najít a využít silné stránky firmy a zároveň napravit slabiny firmy. V tomto ohledu se využívají statistická data z minulých období, jejich vzájemné srovnání, srovnání s výsledky celého oboru a zároveň se zahrnuje predikce hospodaření do budoucnosti.
Pro vytvoření finanční analýzy existují dvě základní techniky, a to procentuální rozbor a poměrová analýza, tyto nástroje však nejsou schopny zahrnout některé aspekty, které je žádoucí v interní finanční analýze zohlednit, proto je nutno doplnit jejich výsledky tzv. pravidly financování, Altmanovou analýzou, případně indexem IN, v některých případech je třeba zohlednit Du Pontův rozklad, analýzu pracovního kapitálu či analýzu nákladů a přínosů a další ekonomické ukazatele.

## Nejdůležitější poměrové ukazatele
(v procentech nutno vynásobit 100)
Ukazatelé likvidity – schopnost podniku splácet dluhy
- Běžná likvidita = krátkodobá aktiva / krátkodobé dluhy
- Pohotová likvidita = (krátkodobá aktiva – zásoby) / krátkodobé dluhy
- Okamžitá likvidita = peněžní prostředky / okamžité splatné dluhy

Ukazatelé rentability
- Ukazatel míry zisku, rentability vloženého kap = zisk / vložený kapitál (dále VK)
- Rentabilita úhrnných vložených prostředků = zisk / celková aktiva
- Rentabilita VK = zisk / VK
- Rentabilita tržeb = zisk / tržby
- Ukazatel ekonomické přidané hodnoty, EVA = zisk po zdanění(EBIT*(1-t)), od něhož se odečtou celkové N na kapitál
- EVA = EBIT × (1-t) – (WACC × C), t – sazba daně, WACC – váž. Prům. N kapitálu v relativním vyjádření, C – absolutní výše kapitálu vázaného v podniku

Ukazatelé obratu
- Obrat celkového majetku = tržby / prům.stav celkového majetku
- Obrat stálého majetku = tržby / prům.stav stálého majetku

Ukazatelé aktivity – schopnost podniku rychle využívat svého majetku
- Relativní vázanost stálých aktiv = stálá aktiva / roční tržby – čím nižší , tím lépe, měřítkem celkové efektivnosti, vypovídá o relativní výkonnosti, s níž firma využívá stálých aktiv s cílem dosáhnout tržeb
- Doba obratu zásob = prům.zásoba / denní spotřeba – počet dnů, po něž jsou zásoby vázány v podnikání
- Doba obratu pohledávek = obchodní pohledávky / denní tržby na obchodní úvěr – prům. počet dnů, po něž naši odběratelé zůstávají dlužní
- Doba obratu dluhů = obchodní dluhy / denní nákupy na obchodní úvěr – doba, která v průměru uplyne mezi nákupem zásob a jejich úhradou

Ukazatelé zadluženosti a finanční struktury
- Ukazatel celkové zadluženosti, věřitelského rizika = celkové dluhy / celková aktiva, VK / celková aktiva
- Zadluženost 1 = dlouhodobé dluhy / VK
- Zadluženost 2 = dlouhodobé dluhy / vložený K
- Pákový ukazatel = celková pasiva / VK – kolikrát převyšuje celkový K velikost VK